# Anandra celebensis
Anandra celebensis là một loài bọ cánh cứng trong họ Cerambycidae.